# Скобелєв Володимир Генадійович
Володимир Геннадійович Скобелєв (18 квітня 1949, Казахстан) — український науковець та викладач.

## Біографія
В 1971 закінчив математичний факультет Донецького державного університету за спеціальністю «математика». Кандидатську дисертацію на тему «Алгоритми і складність розпізнавання початкового стану скінченого автомату» захистив в 1981 році, докторську дисертацію на тему «Аналіз дискретних систем» захистив в 2002 році, докторську дисертацію на тему «Analysis of the automata and algebraic models» захистив в 2011 році. Значиться в енциклопедії «Хто є хто в світі», є членом Товариства прикладної математики і механіки, членом-кореспондентом Української академії інформатики. З 2007 року професор кафедри автоматики і телекомунікацій Донецького політехнічного інституту.
Станом на 2015 рік працював викладачем дискретної математики в Київському національному економічному університеті імені Вадима Гетьмана.

## Наукові зацікавлення
Галуззю наукових інтересів Володимира Геннадійовича Скобелєва є дискретна математика, кібернетика, квантові обчислення і теорія алгоритмів. Тема кандидатської дисертації: «Алгоритми і складність розпізнавання початкового стану скінченого автомату». Теми докторських дисертацій: «Аналіз дискретних систем», «Analysis of automata-algebraic models».

## Посллання
- сторінка Володимира Геннадійовича Скобелєва в Math-Net.Ru
- Список публікацій Володимира Геннадійовича Скобелєва на Google scholar"
- Список публікацій Володимира Геннадійовича Скобелєва на ZentralBlatt